# Lago Drūkšiai
El lago Drūkšiai (lituano: Ežeras Drūkšiai, bielorruso: Дрысвяты, ruso: Озеро Дрисвяты, polaco: Dryświaty) es un lago situado en el noreste de Lituania y la Región de Vitebsk, Bielorrusia. El lago apoya Central Nuclear de Ignalina. La profundidad máxima del lago es 33.3 m, y el promedio es 7.6 m. El canal del lago fue formado durante el movimiento glaciar por dos cauces perpendiculares, que eran extendidos de norte a sur y de oeste a este. La profundidad máxima del primer cauce era 29 m, y en segundo lugar 33.3 m. Las profundidades más grandes están situadas en el medio del lago. El agua más baja está en el canto del sur del lago, la profundidad del cual no excede de 3 a 7 m.
En la orilla del lago es ubicada la ciudad lituana Visaginas.